# Get Up and Dance
Get Up and Dance es un videojuego de ritmo colombiano musical de 2011 desarrollado por Gusto Games y publicado por O-Games. El juego fue lanzado el 4 de noviembre de 2011 tanto para Wii como para PlayStation 3. Los jugadores imitan la coreografía de un bailarín en pantalla para una canción seleccionada, utilizando medidas del Wii Remote o de los controladores PlayStation Move para juzgar las habilidades del jugador.
Antes del lanzamiento, O Games llegó a un acuerdo con el editor de videojuegos Ubisoft después de que Ubisoft solicitó una orden de restricción temporal contra el lanzamiento en los Estados Unidos de Get Up and Dance, debido a las similitudes del título del juego con la serie Just Dance de Ubisoft. La recepción del juego fue mixta, y los críticos notaron una clara falta de contenido en comparación con los juegos de Just Dance.

## Modo de juego
Después de seleccionar una canción, el jugador imita las poses de baile realizadas por un bailarín en la pantalla. Durante el juego, los videos musicales se reproducen en el fondo de la escena detrás del bailarín virtual. Hasta cuatro jugadores pueden jugar competitivamente a la vez. El juego incluye 25 o 40 canciones en la lista de canciones de una amplia variedad de géneros y no contiene versiones de canciones. Un modo de historia cooperativo permite a los jugadores bailar juntos para trabajar en una carrera exitosa.

## Desarrollo
Gusto Games y O Games anunciaron Get Up and Dance en junio de 2011. En una transcripción de la entrevista publicada por el editor, O Games, el productor del juego señaló que Gusto Games nunca antes había trabajado en un juego de baile y que usaban pantallas verdes para grabar bailarines para los videos del juego. Ubisoft solicitó sin éxito una orden de restricción temporal contra O Games para detener el lanzamiento del juego en los Estados Unidos debido a las similitudes con la serie Just Dance. El juez del tribunal de distrito de los Estados Unidos, Charles Breyer, dictaminó que «Ubisoft no ha demostrado claramente la probabilidad de que sean sustancialmente similares». Ubisoft señaló su intención de apelar la decisión, pero el juego pudo lanzarse en los Estados Unidos.

## Recepción
El juego recibió críticas mixtas de los críticos, quienes sintieron que se lanzó entre una gran cantidad de otros títulos de música y ritmo que se compararon desfavorablemente con los competidores. Sarah Ditum de The Guardian dijo en una revisión de la versión Wii que Get Up and Dance es un «paquete sin complicaciones» y señaló la «inconsistencia en una lista de canciones limitada». James Newton de Push Square en una revisión mixta señaló que el juego «toma a Just Dance como plantilla» y que «se mantiene más cerca que la mayoría». Newton también notó la cantidad de otros títulos de baile de PlayStation Move que se estaban lanzando y sintió que Get Up and Dance no era lo suficientemente único como para tener éxito. Nintendo Gamer criticó las instrucciones del juego, diciendo que las indicaciones para los movimientos de baile no estaban claras y lo comparó desfavorablemente con Just Dance.